# San Acacia (Nuevo México)
San Acacia es un lugar designado por el censo ubicado en el condado de Socorro, en el estado estadounidense de Nuevo México. En el Censo de 2010 tenía una población de 44 habitantes y una densidad poblacional de 24,23 personas por km².

## Geografía
San Acacia se encuentra ubicado en las coordenadas 34°15′18″N 106°54′8″O / 34.25500, -106.90222. Según la Oficina del Censo de los Estados Unidos, San Acacia tiene una superficie total de 1,82 km², toda ella de tierra firme.

## Demografía
Según el censo de 2010, había 44 personas, todas de raza blanca, residiendo en San Acacia. La densidad de población era de 24,23 hab./km². Del total de la población, el 50 % eran hispanos o latinos de cualquier raza.